# 南上北下地圖

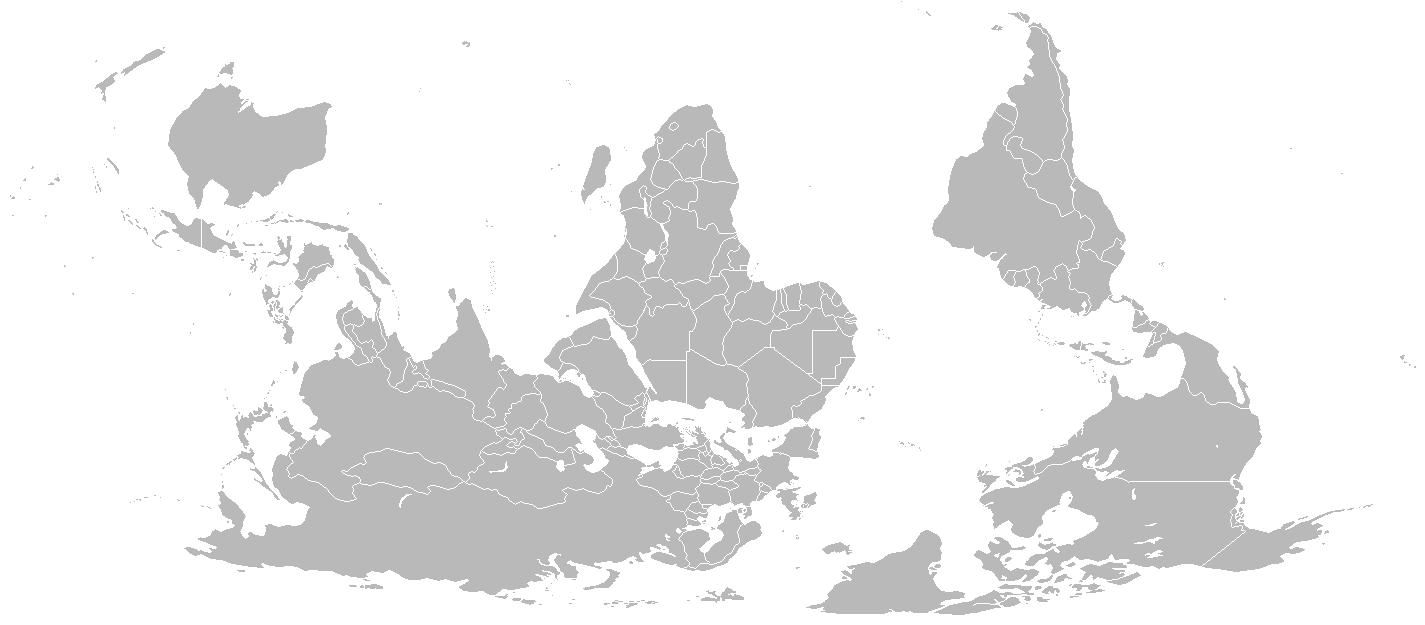
政區圖

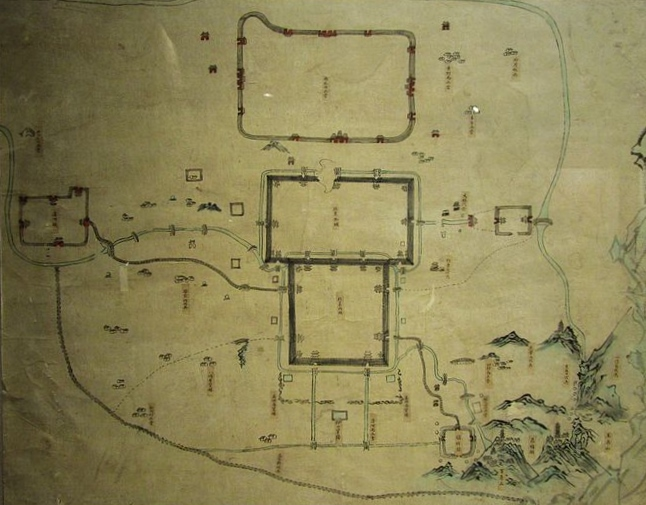
咸丰年间所绘制的《京师布防图》

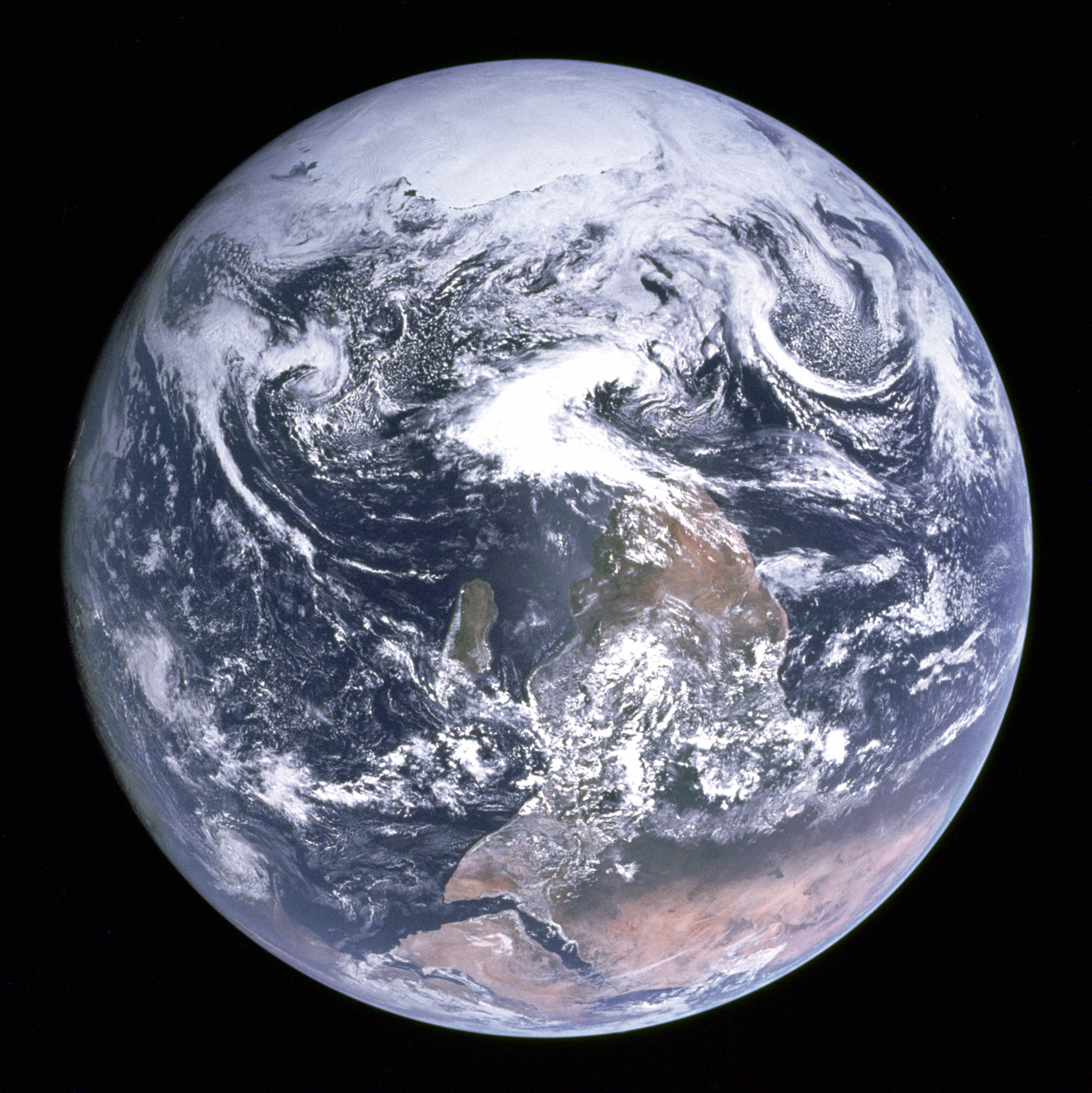
《藍色彈珠》的原始圖像

南上北下地圖（亦稱倒置地圖、逆轉地圖或者反向地圖）是指南方朝上的地圖。

## 概述
南上北下地圖是一種南方朝上、北方朝下、東方朝左和西方朝右的地圖。因此，南半球會位於地圖的頂部而非底部。這種地圖曾經在一些特定的文化或時期中流行。後來，因為天文学家托勒密將現在常見的北上南下地圖普及化，所以使南上北下地圖變得不常見。
部份南上北下地圖會把印尼置於中央部份，歐洲及北美洲置於兩邊。而部份南上北下地圖則會把非洲置中，亞洲及北美洲置於兩邊。有些南上北下地圖亦會把本初子午線置中。

## 使用
在古代中国的地图绘制中曾以南上北下和南下北上的两种方式并存，如1977年河北平山中山王墓出土的战国中山王陵兆域图（金银错兆域图铜版）和1973年湖南长沙马王堆汉墓出土的西汉长沙国南部地形图、驻军图和城邑图（均为绢底彩绘）的绘制方式均为南上北下，这也解释了诸如北海市、北部湾为何在位于北上南下地图的南部。
在近代，南上北下地圖僅作教學材料及消除對北半球偏見之用。製作這些實用地圖時，製作者不僅需要倒置地圖，還需要還原地圖上的文字以供閱讀。
由阿波羅17號太空船船員所拍攝的著名地球照片《藍色彈珠》原始圖像是南上北下的。在原始圖像中，馬達加斯加位於中心左邊，而非洲則位於右邊。可是，因為大部份地圖均為北上南下的，因此美國航空航天局在發佈照片前事先將照片倒置。
最早出版的商用南上北下地圖為麥克阿瑟的《通用糾正世界地圖》（Universal Corrective Map Of The World）。此地圖集是由澳大利亞人斯圖爾特·麥克阿瑟於1979年製作，且至今已售出了逾350,000套。

## 心理意義
由邁耶、穆勒、陳和佩爾茨於2011年合著的一篇名為《社會心理學與人格科學》（Social Psychological and Personality Science）的文章探索了南半球國家製作南上北下地圖的一些心理和行為模式。他們在編寫此書時進行了四個實驗。在實驗中，他們給予接受實驗者一幅有標示方向的城市地圖，並要求他們估計城市中不同地方的生活素質。大部份的接受實驗者皆認為城市北部為最理想的居住環境，而南部則是一些貧民區。接受實驗者亦認為城市北部居民擁有較高的社會經濟地位，而南部居民則擁有較低的社會經濟地位。透過實驗，四位作者發現人們普遍認為位於北部或上方的地區較為高貴，而位於南部或下方的地區則較為低賤。因此，他們認為南半球國家製作南上北下地圖目的是為了讓自己的國家顯得高貴一些。

## 外部連結
- 從相反的視角觀看世界地圖集
- 南上北下世界地圖 （页面存档备份，存于）
- 在地圖上，為什麼北方總是朝上？（页面存档备份，存于）
- 顛倒的世界，凱蒂·克萊默著